# Sossina Haile
Sossina M. Haile est une chimiste américano-éthiopienne née en 1966. Elle est professeure de science des matériaux et de génie chimique au California Institute of Technology.

## Prix et distinctions
Sossina Haile reçoit le Prix National NSF du Jeune Chercheur (1994-99), elle est lauréate d'une Bourse Humboldt (1992-93), d'une Bourse Fulbright (1991-92) et d'une bourse de recherche "AT&T Cooperative" (1986-92). Les bourses Humboldt et Fulbright ont soutenu ses travaux de recherche à l'Institut Max-Planck de recherche sur l'état solide, à Stuttgart (1991-1993). Elle a gagné le Prix J. B. Wagner 2001 de la Division des Matériaux à Haute Température de la Société Électrochimique. Elle est également lauréate du Prix Coble 2000 de l'American Ceramic Society (en), et le Prix Robert Lansing Hardy 1997 de la TMS.

## Biographie
Sossina Haile et sa famille ont fui l'Éthiopie lors du coup d'état dans le milieu des années 1970, après que des soldats arrêtent et tuent presque son père historien. Ils s'installent dans les régions rurales du Minnesota où elle suit les cours à la Saint John's Preparatory School de Collegeville, y obtenant son diplôme en 1983. 
Elle reçoit son B. Sc. et son doctorat (1992) au Massachusetts Institute of Technology, et son M. Sc. de l'université de Californie à Berkeley. 
Haile passe trois ans en tant que professeur assistant à l'Université de Washington, à Seattle. Elle rejoint ensuite la faculté de Caltech en 1996.

## Recherches

### Conductivité ionique de l'état solide
Les recherches de Sossina Haile sont centrées sur la conductivité ionique dans les solides. Ses objectifs sont de comprendre les mécanismes qui régissent le transport des ions et d'appliquer ces connaissances pour le développement d'électrolytes solides de pointe et mettre au point des dispositifs électrochimiques à l'état solide. Les applications des conducteurs à ions rapides comprennent des batteries, des capteurs, des pompes ioniques, et les piles à combustible, ces dernières étant son sujet de prédilection.
Son groupe de travail s'intéresse à des composés d'acide solide à conduction protonique, des pérovskites à conduction protonique, des pérovskites à conduction mixte oxygène / électron, des oxydes à conduction oxygène, des silicates à alcali-conduction. La norme technique du groupe pour la caractérisation des propriétés électriques est la spectroscopie d'impédance A. C.. La conductivité ionique est étroitement liée à la structure cristalline et aux transitions structurelles dans le solide conducteur. La croissance des cristaux, la détermination de structure par rayons X et par diffraction de neutrons, et l'analyse thermique sont également des aspects importants des recherches de Sossina Haile. 
Le groupe a par exemple montré qu'une large gamme de solides contenant des protons subissent une transition de monoclinique à cubique qui est accompagnée par une augmentation de la conductivité de plusieurs ordres de grandeur. Dans un autre exemple, son groupe a démontré que Ba0.5Sr0.5Co0.8Fe0.2O3-d a une activité exceptionnelle en tant que cathode pour pile à combustible à oxyde solide à base d'oxyde de cérium(IV). 
Le travail de Haile sur la conductivité ionique à l'état solide est soutenu par la National Science Foundation (NSF), l' Army Research Office et le Ministère de l'Énergie. Dans le passé, un soutien a également été fourni par la Defense Advanced Research Projects Agency (DARPA), le Bureau de la Recherche Navale, la California Energy Commission (en), la Fondation Powell et la Fondation Kirsch. Un appui industriel a été fourni par General Motors, l'EPRI (anciennement Electric Power Research Institute), HRL (anciennement Hughes Research Labs) et Honeywell (anciennement Allied Signal et maintenant General Electric).

### Matériaux thermoélectriques et ferroélectriques
Les recherches de Haile portent sur les propriétés structurelles des matériaux thermoélectriques, en collaboration avec des collègues du Jet Propulsion Laboratory, et des matériaux ferroélectriques dans le cadre d'un programme multidisciplinaire de Caltech dédié à la prédiction par calcul et l'optimisation du comportement du matériel. Le projet a été soutenu par la NSF et l'Army Research Office (en) via le Caltech Centre pour la Science et l'Ingénierie des Matériaux.

### Développement d'un appareil
Le développement d'appareils joue un rôle toujours plus important dans sa recherche. Des générateurs micropuissants, basés sur les piles à oxyde solide sont particulièrement intéressants pour l'énergie portable et ont fait l'objet d'un projet DARPA. De même, des micropompes basées sur de minces films ferroélectriques offrent des perspectives pour faire progresser la technologie des microsystèmes électromécaniques et les efforts de développement sont parrainés par un programme ARO MURI. Les deux programmes sont fortement interdisciplinaires.

## Carburant de remplacement
Haile crée la première pile à combustible à acide solide dans la fin des années 1990, à l'aide d'un nouveau type de composé "superprotonique". Les fabricants de pile à combustible hésitent à faire les changements nécessaires à sa solution. Deux de ses anciens étudiants de troisième cycle montent une start-up qu'ils ont appelée Superprotonic pour la commercialisation de l'appareil.

## Publication
- Synthesis, crystal structure, and ionic conductivity of some alkali rare earth silicates, Thèse de doctorat - Massachusetts Institute of Technology, 1992